# Cristo de la Victoria de Vigo

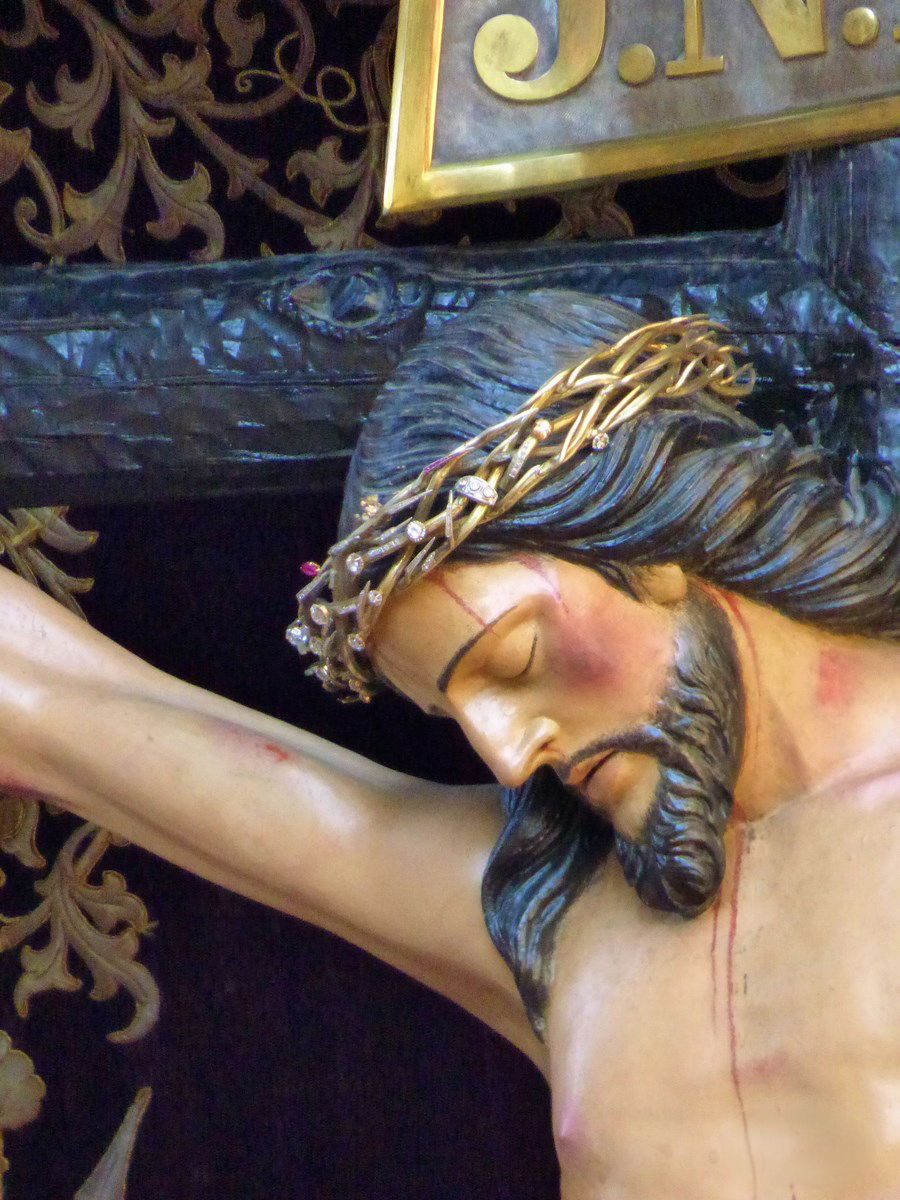
Cristo de la Victoria de Vigo.

El Cristo de la Victoria de Vigo o Cristo de la Buena Victoria se asocia, tradicionalmente, a la Reconquista de Vigo a los franceses en el año 1809, con la liberación de la villa por la intercesión divina. Ángel Ilarri Gimeno, conservador del Pazo de Castrelos, encontró un documento traspapelado de las actas municipales de Vigo, un documento de 1740 en el que Bernarda Bello de los Ríos pedía permiso al ayuntamiento para colocar una tarima para su uso y asiento, que fuera retirada cuando el reciente suelo del templo, por el año 1734 y tal como venían haciendo sus mayores.

... echa y reedificada a su costa a la espalda de la columna que se halla frente a la que en que está colocado el Santissimo Christo de la buena Victoria, y a correspondencia de esta tarima que esta en el pilar al lado derecho sin que sirviese de estorbo ni ympedimento alguno

El Cristo de Vigo también es conocido, por tradición oral, como "Cristo del Sal", pero no existe ningún documento oficial que acredite esta denominación. Vigo creció gracias a la salazón del pescado y que el sal se convirtió en un elemento crucial en su desenvolvimiento económico. Sí a eso unimos que en los últimos trabajos de restauración realizados sobre la talla en Madrid no se encontraron en esta restos de sal que podían dar veracidad la leyenda, eso formula serias dudas sobre el origen de la actual talla del Cristo.

## La leyenda
Cuenta una antigua tradición viguesa, que un barco cargado de sal encontró en altamar una imagen de Jesús Crucificado. Fue recogida por los tripulantes de la embarcación y poco después sobrevivió a una horrible tempestad. Viéndose en peligro de morir envuelto en las enormes olas que amenazaban hundir el barco, los marineros hicieron la promesa de dejar la imagen en el primer puerto en el que pudiesen atracar y asistir descalzos a una misa que mandarían decir. Se calmó la tormenta y el barco llegó, sin más problemas, a Vigo. Una vez en el puerto, libres ya del peligro que los amenazaba, los marineros olvidaron su promesa, y cuando el tiempo mejoró, se dispusieron a salir. Levantaron anclas, desplegaron las velas y comenzó a navegar el buque hacia las Islas Cíes. Al poco tiempo, se levantó un viento borrascoso y se encrespó el mar, además el cielo se iluminó con rayos. De nuevo, volvieron al Puerto de Vigo, esperaron a que el tiempo se calmase. Más tarde intentaron salir de nuevo, y se reprodujo la tormenta, lo que los hizo regresar. Un tercer intento resultó inútil. Fue en ese momento cuando se percataron de la promesa incumplida y llevaron la imagen a la antigua Colegiata de la ciudad donde fue recogida por el prior de esta, escuchando ahí la misa prometida. Aquel mismo día se hicieron a la mar.
En otra versión de la leyenda, el barco encuentra la imagen medio de una terrible tormenta. En el momento que suben la imagen a bordo el mar y el viento calman milagrosamente. Cuando la tripulación  llega al puerto de Vigo, cuentan lo sucedido y la gente del Berbés, admirada por el milagro, piden a los marineros que dejen quedar la imagen en la ciudad. La tripulación se niega, puesto que consideran al cristo coma o seucomo su protector, y se hacen a la mar con la imagen a bordo. Pero, pasadas las Cíes, se levanta una tormenta que los obliga a volver a puerto. Calmado el mar, vuelven a intentarlo con el mismo resultado, el temporal no los deja salir de la ría. La leyenda termina diciendo que al fin los marineros entienden la causa de sus problemas. Dejan el Cristo en Vigo y así pueden salir a la mar sin problemas.
Detrás de cualquiera de las dos versiones nos encontramos con un elemento común también asociado a otras leyendas relacionadas con imágenes religiosas de gran devoción, como la de la Franqueira en La Cañiza, la elección. La imagen llega a un determinado sitio por su elección, convirtiendo a los destinatarios, en este caso los vigueses, en su pueblo escogido.

## La historia

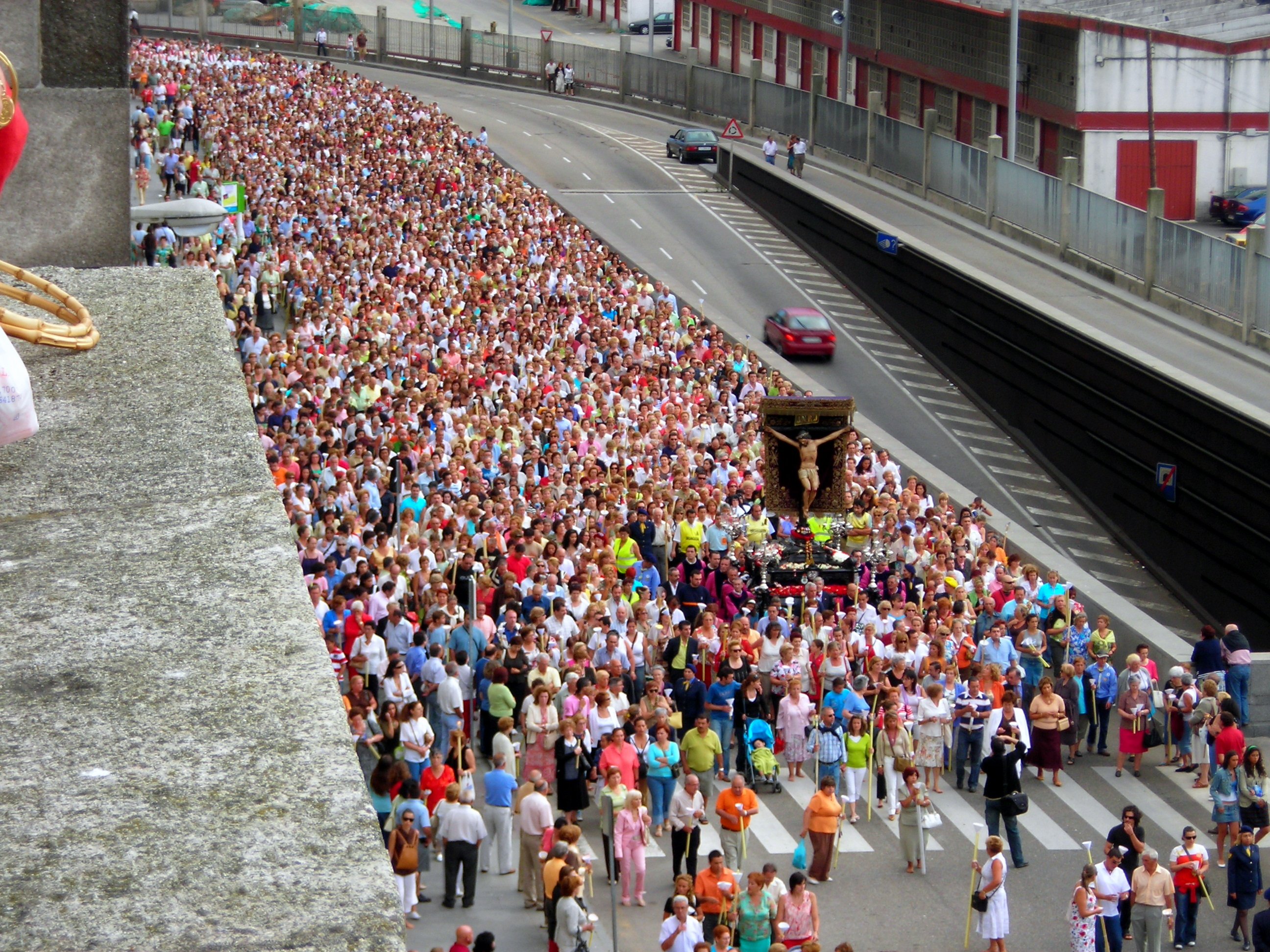
Procesión del Cristo de la Victoria.

A partir del documento presentado por Bernarda a mediados del siglo XVIII, las referencias al Cristo se multiplican, en ocasiones se refiere a él como "El Cristo de la Buena Victoria", "el Christo de la Victoria" o el "Buen Jesús de la Victoria", siendo esta última denominación la que podría dar con la clave sobre el origen de la talla. El término de la "Victoria" tuvo que atribuirse a una imagen ya existente y custodiada en el templo de la ciudad bajo otra advocación, tras alguna acción militar victoriosa de cierta relevancia en la historia local. Curiosamente, lo que si está documentado en el siglo XVII, es la existencia de una talla bajo la advocación del "Buen Jesús" en la iglesia de Santa María, en el año 1605, recogida en una breve relación de "cofrarías, hospitalillos y hermitas" y años más tarde, como talla que acompañaba en una capilla colateral del templo al "Patriarca" San Benito, sobre la que pretendía ejercer el empadronado Diego Arias Taboada y al que se opuso el ayuntamiento. Quizás solapado por la gran devoción que se tenía en la ciudad a San Benito, esta imagen apenas recibe atención en aquellos años.
Corrían malos tiempos para los campesinos, debido a las escasas cosechas que recogían y ante o temor del azote del hambre y de las enfermedades, los vigueses comenzaron a sacar en rogativa a su Cristo protector, acompañado con frecuencia por la imagen de nuestra Señora de la Soledad, por las calles próximas al templo, pero siempre dentro del recinto amurallado.
Muchas son las referencias sobre el Cristo a lo largo de estos siglos. Los hechos más importantes:
- 1740 (23 de mayo) Bernarda Bello de los Ríos pide permiso al Ayuntamiento de Vigo para colocar una tarima, como venía haciendo su familia, ... echa y reedificada a su costa a la espalda de la columna que se halla frente a la que está colocado el Santissimo Christo de buena Victoria ...
- 1779 (27 de febrero) existen en la Iglesia de Santa María 6 cofradías: El Glorioso San Antonio, Santa Catalina, Madre de Dios, San Sebastián, Almas del Purgatorio y Santa Lucía.
- 1790 (10 de julio) Hubo un atentado contra los reyes (Carlos IV y María Luisa de Parma) el pleno municipal decidió componer un solemne Te Deum y Santa Misa, manteniendo al descubierto al Santísimo Christo de la Victoria,ymagen que continuamente aparece beneficiosa a estos naturales, con quien tienen una particular devoción.
- 1801 (31 de julio) Acuerdo plenario para poner el Santísimo Cristo en novena debido a el calamitoso tiempo y a que faltan calores para la conservación de los frutos ...
- 1810 (30 de marzo) El ayuntamiento acuerda ... para todos los siglos venideros festivo el 28 de marzo, dedicándolo al Culto Divino y a la venerada efigie del Santísimo Cristo de la Victoria. Se Comboque a la Comunidad Religiosa de San Francisco y al pueblo a través de los gremiales ... por carta diligenciada ...
- 1816 (18 de enero) El Alcalde Buenaventura Marcó del Pont se compromete a costear de su peculio un altar para el Cristo de la Victoria.
- 1823 Sebastián Botana escribe la Novena del Cristo.
- 1861 (11 de abril) Doña Magdalena de Haz, viuda de Don Benito Tejidora, dona un dosel de dorado para el Santo Cristo de la Victoria.
- 1862 (26 de abril) Se accede a que la procesión pase por la Calle del Príncipe a la vuelta del Convento de las Monjas.
- 1866 (12 de abril) El ayuntamiento en sesión plenaria cambia la Procesión del Cristo del primer domingo de Pascua de Resurrección a otra estación más adecuada, el primer domingo de junio.
- 1872 (17 de junio) Se solicita que el Cristo de la Vitoria se separe de la Confraría de las Almas y que se le construya un templo propio.
- 1879 (18 de marzo) Decreto Pontificio de S.S. León XIII concediendo indulgencia plenaria a los fieles que visiten la imagen del "Santísimo Cristo de la Buena Victoria" el día de su festividad y los 50 días de indulgencias los que asistan a la Novena.
- 1883 Se traslada la procesión del primer domingo de junio para el primer domingo de agosto.
- 1897 Antonio López de Neira costea "Un rayo (foco luminoso) de luz Drummond al Cristo" en la Calle del Príncipe, traída de París para su procesión.
- 1927 (28 de septiembre) Visitan Vigo Alfonso XIII y Victoria Eugenia que rezan ante el Cristo.
- 1939 Se funda en Madrid la parroquia del Cristo de la Victoria, culto llevado por el Obispo Leopoldo Eijo Garay, desmembrada de la de los Dolores. Su primer párroco fue José Alcocer Moneo. Se erigió para conmemorar "la victoria" del 28 de marzo de 1939 en Madrid.

(6 de agosto) Felipe Sánchez, Teniente Coronel de Infantería y Comandante militar de la plaza de Vigo, en la misa del Cristo, cedió la medalla de platino que le concedió el ayuntamiento de la ciudad y que fuera costeada por subscripción popular.
- 1953 (19 de junio) Se crea la actual Cofradía del Santísimo Cristo de la Victoria. En ese mismo año se constituye la "Hermandad de Señoras".
- 1957 (20 de julio) Se le concede al Santísimo Cristo de la Vitoria honores militares de capitán general con mando en plaza.
- 1958 Se impone la faja de Capitán General al Cristo.
- 1959 El Prelado concede permiso para celebrar la misa por la tarde los terceros viernes del mes, para los miembros de la Cofradía.
- 1963 Santiago Padrós Elías actualiza el presbiterio con dos mosaicos. Es la primera parte de su trabajo.
- 1969 Se terminan las obras de reforma y decoración del presbiterio de la Concatedral de Vigo, con la obra del catalán Santiago Padrós, el mosaísta del Valle de los Caídos y de la Casa Raventós S.A. de Madrid. Las obras fueron promovidas por José Conde, quien presidía la Cofradía y costeada por devotos de la ciudad.

(3 de agosto) Se cambia la imagen del lateral del Evangelio o Presbiterio, pues el pueblo visitaba su Altar y se olvidaba de visitar el Santísimo Sacramento.
- 1979 (9 de junio) Las joyas de Don Leopoldo Eijo Garay, Patriarca de las Indias y Obispo de Madrid (gran devoto del Cristo), son donadas a la Parroquia de Santa María.
- 1995 (20 de febrero) Fue restaurada en el taller del Museo de Pontevedra la imagen del Cristo.
- 1998 Pasa por Madrid para su restauración.

## Localización de la talla del Cristo de la Victoria

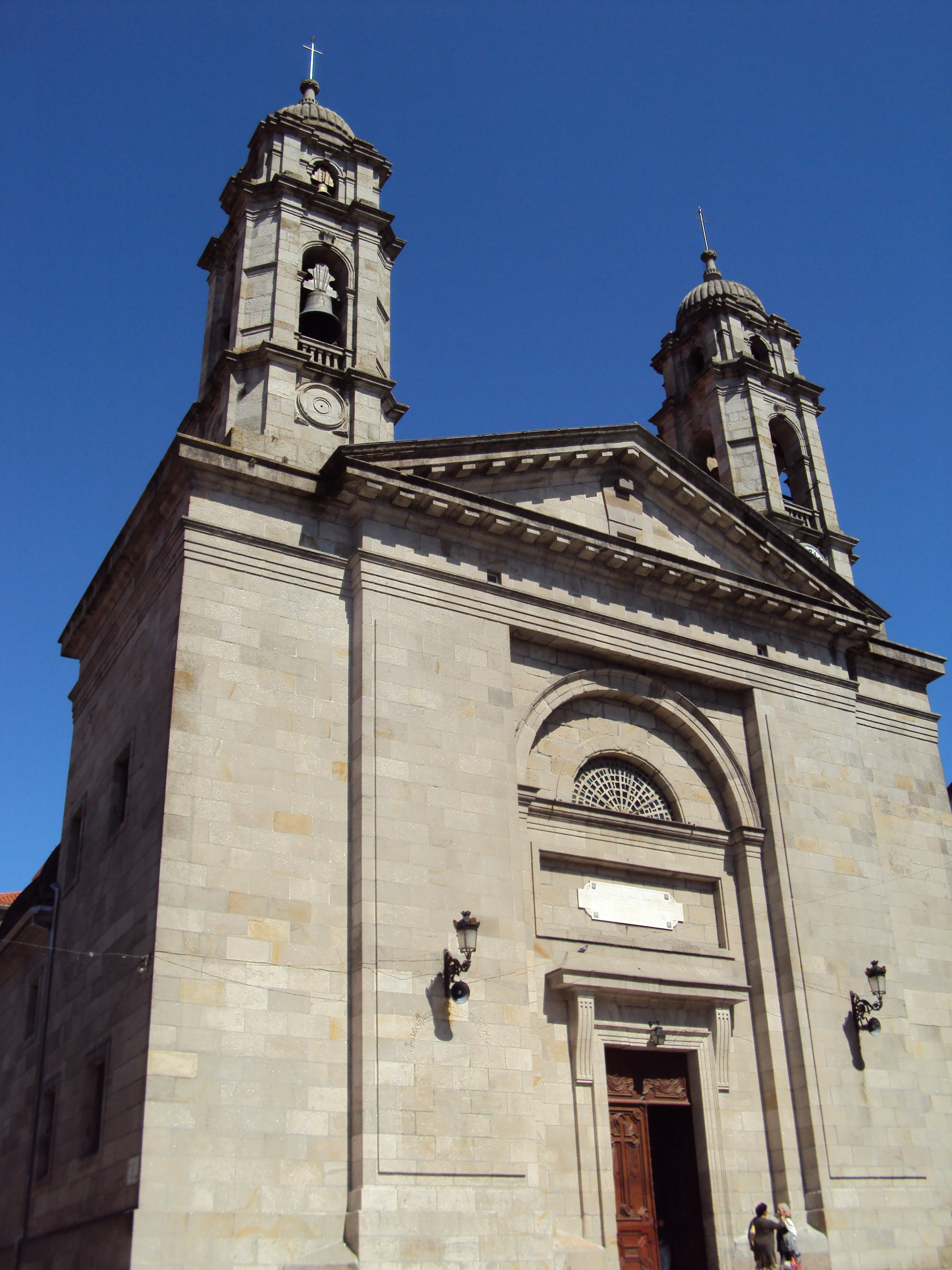
Concatedral de Santa María de Vigo.

El Cristo de la Vitoria de Vigo es una talla venerada de la Concatedral de Santa María de Vigo, edificio neoclásico del arquitecto santiagués Melchor de Prado, que es conocido popularmente como Colegiata de Vigo. El altar del Cristo de la Victoria estuvo situado hasta el siglo XIX en una pequeña capilla situada en la nave localizada a la derecha de la puerta principal del templo y ahí debía llevar años cuando Bernarda solicita colocar una tarima en el interior del templo a mediados del siglo XVIII. Desde la Reconquista de la ciudad a los franceses, la imagen ganó en fervor entre los vigueses. Ese lugar no era el adecuado para rendirle culto. Aprovechando la edificación de un nuevo templo parroquial en 1816, el Intendente Honorífico del Ejército y alcalde de la ciudad Buenaventura Marcó del Pont se ofreció a costear de su peculio el nuevo retablo del Santísimo Christo de la Victoria en la nueva iglesia, según lo diseñara Melchor de Prado.
La muerte del arquitecto santiagués y las demoras en la construcción del templo hicieron que su construcción se atrasase hasta 1864.

## El Himno al Cristo
Es tradición cantarlo al final de la procesión, con la imagen en la Puerta del Sol. Resulta, para las personas que acuden a la procesión, uno de los momentos más emotivos de todo el día de celebraciones.
Letra:

Con acentos de amor encendido.

Entonemos un himno sin par:
Al Santísimo Cristo de Vigo,
Que es el Rey de este pueblo inmortal.
Cielos y Tierra, canten la gloria
Del Santísimo Cristo de la Victoria,
Del Santísimo Cristo de la Victoria.
Alza Vigo, la frente serena
Y contempla a tu Cristo en la Cruz;
Y verás como envuelve a este pueblo
En torrentes de amor y de luz.
Cielos y tierra…

Vuelve, Vigo, rendido y humilde
A la Fe, en que tus padres brilló;
Pues en ella salvose la Patria
Y el Santísimo Cristo triunfó.

Cielos y tierra…